# Norman Boyd Kinnear
Sir Norman Boyd Kinnear (* 11. August 1882 in Edinburgh; † 11. August 1957 in London) war ein schottischer Zoologe und Ornithologe.

## Leben
Kinnear war der jüngste Sohn des wohlhabenden Edinburgher Architekten Charles George Hood Kinnear und seiner Ehefrau Jessie. Er war weitläufig mit dem schottischen Ornithologen William Jardine, 7. Baronet of Applegarth verwandt. 
Kinnear studierte in Schottland und arbeitete dann auf einem Landsitz in Lanarkshire, bevor er von 1905 bis 1907 am Royal Scottish Museum in Edinburgh zu arbeiten begann, wo der schottische Ornithologe William Eagle Clarke sein Kollege war. 1907 begleitete er Eagle auf eine Forschungsreise auf die Fair Isle und sammelte dort Vogelbälge für Museen.
Auf Empfehlung von William Eagle Clarke erhielt Kinnear die Stelle eines Kurators am Naturkundemuseum in Bombay, eine Stelle, die er von 1. November 1907 bis zum November 1919 innehatte. 
1913 heiratete er Gwendolen Beatrice Millard, Tochter des schottischen Arztes William Wright Millard, der mit einem seiner Kollegen am Naturkundemuseum verwandt war. Kinnear war unter anderem an Untersuchungen zur indischen Säugetierfauna beteiligt, die 1911 begann. Als der Erste Weltkrieg ausbrach, unternahm er mehrere erfolglose Versuche in die  indische Armee einzutreten. Er diente kurzzeitig bei den Bombay Volunteer Rifles und war dann von 1915 bis 1919 als Offizier von Militärteilen tätig, die mit der Verteidigung des Hafens beauftragt waren. Während dieser Zeit arbeitete er parallel an einem Buch über die Fauna Mesopotamiens.
1920 kehrte er nach Großbritannien zurück und arbeitete am  Naturkundemuseum in London. 1947 wurde er zum Leiter des Museums ernannt. Er ging am 30. April 1950 in den Ruhestand und wurde im Juni dieses Jahres geadelt.
Kinnear starb an seinem 75. Geburtstag in London.

## Benennungen und Dedikationsnamen
Nach Kinnear sind unter anderem die Kinnear Mountains der Antarktis benannt, weil er in seiner Funktion als Leiter des Museums eine Expedition dorthin möglich machte. Jean Théodore Delacour und Pierre Charles Edmond Jabouille benannten 1930 die Blasskehl-Zaunkönigstimalie (Spelaeornis kinneari) zu Ehren von Kinnear.

## Einzelbelege
1. ↑  Sidney Dillon Ripley: Obituary Sir Norman (Boyd) Kinnear. In: The Auk. Band 75, Nr. 1, 1958, S. 119 (sora.unm.edu [PDF; 56 kB]).
2. 1 2 3 4 5  Barclay-Smith, Phyllis: Oxford Dictionary of National Biography. Oxford University Press, 2004, Kinnear, Sir Norman Boyd (1882–1957), doi:10.1093/ref:odnb/34332 (englisch).
3. ↑  Prater, SH: Obituary. Norman Boyd Kinnear 1882–1957. In: Journal of the Bombay Natural History Society. 54. Jahrgang, Nr. 4, 1957, S. 928–930 (englisch).
4. ↑  Jean Théodore Delacour & Pierre Jabouille: Description de trente oiseaux de l’Indochine française In: L’Oiseau et la Revue Francaise d’Ornithologie. Vol 11, 1930, S. 403
5. ↑  James. A. Jobling: Key to Scientific Names in Ornithology: kinneari In: del Hoyo, J., Elliott, A., Sargatal, J., Christie, D.A. & de Juana, E. (eds.) (2017). Handbook of the Birds of the World Alive. Lynx Edicions, Barcelona.

| Personendaten    | Personendaten                      |
| ---------------- | ---------------------------------- |
| NAME             | Kinnear, Norman Boyd               |
| KURZBESCHREIBUNG | britischer Zoologe und Ornithologe |
| GEBURTSDATUM     | 11. August 1882                    |
| GEBURTSORT       | Edinburgh                          |
| STERBEDATUM      | 11. August 1957                    |
| STERBEORT        | London                             |